# Tom Zé
Pour les articles homonymes, voir Zé.
Tom Zé, né Antônio José Santana Martins le 11 octobre 1936 à Irará dans l'État de Bahia, est un compositeur et multi-instrumentiste brésilien, et l’un des principaux bâtisseurs du mouvement tropicaliste, dans les années 1960.

## Carrière
Tom Zé grandit dans la petite ville d'Irará (Bahia), dans la région sèche du sertão, au nord-est du Brésil. Il affirmera plus tard que sa ville natale était « pré-Gutenbergienne », car les informations étaient principalement transmises par communication orale. Enfant, il a été influencé par des musiciens brésiliens tels que Luiz Gonzaga et Jackson do Pandeiro. Zé s'est intéressé à la musique en écoutant la radio, et a déménagé pour s'installer à Salvador, la capitale de l'État, pour poursuivre des études. Il s'est ensuite installé à São Paulo où il a commencé sa carrière dans la musique populaire.
Une grande partie de ses premières œuvres porte sur ses impressions ironiques de l'immense zone métropolitaine, lui qui venait d'une petite ville du nord-est relativement pauvre.
Influent dans le mouvement tropicaliste, Zé contribue, avec Caetano Veloso, Gilberto Gil, Gal Costa, Os Mutantes et Nara Leão, à l'album-manifeste Tropicalia ou Panis et Circencis (1968), qui marque un tournant. Il participe également à une série de concerts avec les musiciens. Après que le gouvernement militaire brésilien des années 1960 a commencé à sévir contre les musiciens du tropicalisme, Zé s'éloigne de l'attention du public et commence à expérimenter de nouveaux instruments et styles de composition. Alors que les autres figures majeures du tropicalisme allaient connaître un grand succès commercial et critique dans les décennies suivantes, Zé a sombré dans l'obscurité dans les années 1970 et 1980.
Après le pic du mouvement, dans les années 1960, Zé retombe donc quelque peu dans l'oubli. Ce n'est que dans les années 1990, quand le musicien et producteur David Byrne découvre un album enregistré des années auparavant par Zé, que ce dernier recommence à se produire en public et à enregistrer.

## Citation
« Quand j'étais enfant, dans ma famille, j'étais toujours le plus petit, le plus malingre, le plus faible, le plus malade. A l'école, c'est moi qui me faisais taper dessus. Partout où j'allais, j'étais toujours en minorité… En fait je suis né femme ! […]
Lorsque les artistes créent, ils le font pour s'élever de la masse. Moi, je crée pour essayer d'atteindre le même niveau que la masse. Quand je réussis quelque chose, je suis extrêmement heureux car je me dis que je suis au même niveau que les autres. »

## Discographie
- 1968 - Tom Zé - Rozemblit
- 1970 - Tom Zé - RGE
- 1972 - Tom Zé - Continental (relançado em 1984 como Se o Caso é Chorar)
- 1973 - Todos os Olhos - Continental
- 1976 - Estudando o Samba - Continental
- 1978 - Correio da Estação do Brás - Continental
- 1984 - Nave Maria - RGE
- 1990 - Cantando com a Plateia
- 1992 - The Hips of Tradition - Luaka Bop/Warner Bros
- 1997 - Parabelo - Trilha sonora da Cia. de Dança Grupo Corpo (com Zé Miguel Wisnik)- Continental/Warner Music
- 1998 - No Jardim da Política
- 1998 - Com Defeito de Fabricação - Luaka Bop/WEA
- 2000 - Jogos de Armar (Faça Você Mesmo) - Trama
- 2002 - Santagustin - Trama
- 2002 - 20 preferidas - Trama
- 2003 - Imprensa Cantada - Trama
- 2003 - Jogos de Armar - Trama
- 2005 - Estudando o Pagode-Segregamulher e Amor - Trama
- 2006 - Danç-Êh-Sá - Pós-Canção/Dança dos Herdeiros do Sacrifício/7 Caymianas para o Fim da Canção - Tratore
- 2008 - Estudando a Bossa - Biscoito Fino
- 2010 - Pirulito da Ciência - Biscoito Fino
- 2010 - Explaining Things So I Can Confuse You - Luaka Bop
- 2012 - Tropicália Lixo Lógico - Independente/Natura Musical
- 2013 - Tribunal do Feicebuqui - Independente